# Romanian Open
Il Romanian Open, noto come Țiriac Open per ragioni di sponsorizzazione, è un torneo di tennis professionistico che si tiene ogni anno a Bucarest dal 1993. Giocato sulla terra rossa, fa parte dell'ATP Tour 250. Dopo una lunga pausa iniziata nel 2017, dovuta al prestito della licenza da parte del suo possessore e proprietario del suddetto torneo, Ion Tiriac, a diversi tornei, in ultimo al Srpska open, il torneo è stato rigiocato dal 2024 a Bucarest, presso il Năstase & Marica Sports Club, e nel 2025 presso l'impianto del Centrul Național de Tenis.
Gli unici tennisti che hanno vinto più volte il torneo sono il francese Gilles Simon, trionfatore nel 2007, 2008 e 2012 nel singolare e il romeno Horia Tecău vincitore nel doppio nel 2012, 2013, 2014, e nel 2016.

## Albo d'oro

### Singolare
| Anno       | Campione               | Finalista              | Punteggio        |
| ---------- | ---------------------- | ---------------------- | ---------------- |
| 1993       | Goran Ivanišević       | Andrej Čerkasov        | 6–2, 7–6(5)      |
| 1994       | Franco Davín           | Goran Ivanišević       | 6–2, 6–4         |
| 1995       | Thomas Muster          | Gilbert Schaller       | 6–3, 6–4         |
| 1996       | Alberto Berasategui    | Carlos Moyá            | 6–1, 7–6(5)      |
| 1997       | Richard Fromberg       | Andrea Gaudenzi        | 6–1, 7–6(2)      |
| 1998       | Francisco Clavet       | Arnaud Di Pasquale     | 6–4, 2–6, 7–5    |
| 1999       | Alberto Martín         | Karim Alami            | 6–3, 6–2         |
| 2000       | Joan Balcells          | Markus Hantschk        | 6–3, 3–6, 7–6(1) |
| 2001       | Younes El Aynaoui      | Albert Montañés        | 7–6(5), 7–6(2)   |
| 2002       | David Ferrer           | José Acasuso           | 6–3, 6–2         |
| 2003       | David Sánchez          | Nicolás Massú          | 6–2, 6–2         |
| 2004       | José Acasuso           | Igor' Andreev          | 6–3, 6–0         |
| 2005       | Florent Serra          | Igor' Andreev          | 6–3, 6–4         |
| 2006       | Jürgen Melzer          | Filippo Volandri       | 6–1, 7–5         |
| 2007       | Gilles Simon (1)       | Victor Hănescu         | 4–6, 6–3, 6–2    |
| 2008       | Gilles Simon (2)       | Carlos Moyá            | 6–3, 6–4         |
| 2009       | Albert Montañés        | Juan Mónaco            | 7–6(2), 7–6(6)   |
| 2010       | Juan Ignacio Chela     | Pablo Andújar          | 7–5, 6–1         |
| 2011       | Florian Mayer          | Pablo Andújar          | 6–3, 6–1         |
| 2012       | Gilles Simon (3)       | Fabio Fognini          | 6–4, 6–3         |
| 2013       | Lukáš Rosol            | Guillermo García López | 6–3, 6–2         |
| 2014       | Grigor Dimitrov        | Lukáš Rosol            | 7–6(2), 6–1      |
| 2015       | Guillermo García López | Jiří Veselý            | 7–6(2), 7–6(11)  |
| 2016       | Fernando Verdasco      | Lucas Pouille          | 6–3, 6–2         |
| 2017- 2023 | Non disputato          | Non disputato          | Non disputato    |
| 2024       | Márton Fucsovics       | Mariano Navone         | 6–4, 7–5         |
| 2025       | Flavio Cobolli         | Sebastián Báez         | 6–4, 6–4         |

### Doppio
| Anno       | Campione                             | Finalista                               | Punteggio               |
| ---------- | ------------------------------------ | --------------------------------------- | ----------------------- |
| 1993       | Menno Oosting Libor Pimek            | George Cosac Ciprian Porumb             | 7–6, 7–6                |
| 1994       | Wayne Arthurs Simon Youl             | Jordi Arrese José Antonio Conde         | 6–4, 6–4                |
| 1995       | Mark Keil Jeff Tarango (1)           | Cyril Suk Daniel Vacek                  | 6–4, 7–6                |
| 1996       | David Ekerot Jeff Tarango (2)        | David Adams Menno Oosting               | 7–6, 7–6                |
| 1997       | Luis Lobo Javier Sánchez             | Hendrik Jan Davids Daniel Orsanic       | 7–5, 7–5                |
| 1998       | Andrei Pavel Gabriel Trifu           | George Cosac Dinu Pescariu              | 7–6(2), 4–6, 7–6(4)     |
| 1999       | Lucas Arnold Ker (1) Martín García   | Marc-Kevin Goellner Francisco Montana   | 6–3, 2–6, 6–3           |
| 2000       | Alberto Martín Eyal Ran              | Devin Bowen Mariano Hood                | 7–6(4), 6–1             |
| 2001       | Aleksandar Kitinov Johan Landsberg   | Pablo Albano Marc-Kevin Goellner        | 6–4, 6(5)–7, [10–6]     |
| 2002       | Jens Knippschild Peter Nyborg        | Emilio Benfele Álvarez Andrés Schneiter | 6–3, 6–3                |
| 2003       | Karsten Braasch Sargis Sargsian      | Simon Aspelin Jeff Coetzee              | 7–6(7), 6–2             |
| 2004       | Lucas Arnold Ker (2) Mariano Hood    | José Acasuso Óscar Hernández            | 7–6(5), 6–1             |
| 2005       | José Acasuso Sebastián Prieto        | Victor Hănescu Andrei Pavel             | 6–3, 4–6, 6–3           |
| 2006       | Mariusz Fyrstenberg Marcin Matkowski | Martín García Luis Horna                | 6(5)–7, 7–6(5), [10–8]  |
| 2007       | Oliver Marach Michal Mertiňák        | Martín García Sebastián Prieto          | 7–6(2), 7–6(8)          |
| 2008       | Nicolas Devilder Paul-Henri Mathieu  | Mariusz Fyrstenberg Marcin Matkowski    | 7–6(4), 6(9)–7, [22–20] |
| 2009       | František Čermák Michal Mertiňák     | Johan Brunström Jean-Julien Rojer       | 6–2, 6–4                |
| 2010       | Juan Ignacio Chela Łukasz Kubot      | Marcel Granollers Santiago Ventura      | 6–2, 5–7, [13–11]       |
| 2011       | Daniele Bracciali Potito Starace     | Julian Knowle David Marrero             | 3–6, 6–4, [10–8]        |
| 2012       | Robert Lindstedt Horia Tecău (1)     | Jérémy Chardy Łukasz Kubot              | 7–6(2), 6–3             |
| 2013       | Maks Mirny Horia Tecău (2)           | Lukáš Dlouhý Oliver Marach              | 4–6, 6–4, [10–6]        |
| 2014       | Jean-Julien Rojer Horia Tecău (3)    | Mariusz Fyrstenberg Marcin Matkowski    | 6–4, 6–4                |
| 2015       | Marius Copil Adrian Ungur            | Nicholas Monroe Artem Sitak             | 3–6, 7–5, [17–15]       |
| 2016       | Florin Mergea Horia Tecău (4)        | Chris Guccione André Sá                 | 7–5, 6–4                |
| 2017- 2023 | Non disputato                        | Non disputato                           | Non disputato           |
| 2024       | Sadio Doumbia Fabien Reboul          | Harri Heliövaara Henry Patten           | 6–3, 7–5                |
| 2025       | Marcel Granollers Horacio Zeballos   | Jakob Schnaitter Mark Wallner           | 7–6(3), 6–4             |

## Record

### Singolare maschile

#### Maggior numero di successi in singolare per nazionalità
| Pos. | Nazione   | Titoli | Edizioni                                             |
| ---- | --------- | ------ | ---------------------------------------------------- |
| 1    | Spagna    | 9      | 1996, 1998, 1999, 2000, 2002, 2003, 2009, 2015, 2016 |
| 2    | Francia   | 4      | 2005, 2007, 2008, 2012                               |
| 3    | Argentina | 3      | 1994, 2004, 2010                                     |
| 4    | Austria   | 2      | 1995, 2006                                           |
| 5    | Croazia   | 1      | 1993                                                 |
| 5    | Australia | 1      | 1997                                                 |
| 5    | Marocco   | 1      | 2001                                                 |
| 5    | Germania  | 1      | 2011                                                 |
| 5    | Rep. Ceca | 1      | 2013                                                 |
| 5    | Bulgaria  | 1      | 2014                                                 |
| 5    | Ungheria  | 1      | 2024                                                 |
| 5    | Italia    | 1      | 2025                                                 |